# Final Fantasy: The Spirits Within
Final Fantasy: The Spirits Within is een Amerikaans/Japanse computeranimatiefilm geregisseerd door Hironobu Sakaguchi en Moto Sakakibara en met in de hoofdrollen Ming-Na, Alec Baldwin, Donald Sutherland en James Woods.
Dit was een film die de grenzen van de CGI verlegde toen hij uitkwam in 2001. Maar alhoewel de film qua technisch en visueel niveau hoogstaand was, kon het verhaal met zijn sterk spirituele invloeden noch de critici noch het publiek bekoren en flopte enorm.
Dit bezorgde Square, uitgever en ontwikkelaar van de Final Fantasy reeks, een zware financiële schuld, dat het niet enkel zijn filmstudio op Hawaï moest sluiten, maar ook enkele projecten moest afblazen of uitstellen en uiteindelijk is gefuseerd met grote concurrent Enix Corp. tot een overkoepelende organisatie Square Enix.

## Verhaal
Het jaar 2065 en de Aarde voert een slepende oorlog tegen een buitenaards ras dat de planeet wil veroveren. Het leger, met generaal Hein aan de leiding, wil een ultiem wapen inschakelen dat met succes de indringers zal vernietigen. De intelligente dr. Aki Ross en haar mentor Sid denken daar anders over: volgens hen zal de Aarde onherroepelijk beschadigd worden door het wapen. Aki en Sid zijn ervan overtuigd dat ze de aarde kunnen redden uit handen van de buitenaardse wezens. En zo begint de strijd tegen de tijd, het geweld en de wetenschap...

## Rolverdeling
| Acteur                   | Personage              | Opmerking |
| ------------------------ | ---------------------- | --------- |
| Ming-Na (stem)           | Dr. Aki Ross           |           |
| Alec Baldwin (stem)      | Capt. Gray Edwards     |           |
| Ving Rhames (stem)       | Sgt. Ryan Whitaker     |           |
| Steve Buscemi (stem)     | Officer Neil Fleming   |           |
| Peri Gilpin (stem)       | Officer Jane Proudfoot |           |
| Donald Sutherland (stem) | Dr. Cid                |           |
| James Woods (stem)       | General Hein           |           |
| Keith David (stem)       | Council Member #1      |           |
| Jean Simmons (stem)      | Council Member #2      |           |
| Matt McKenzie (stem)     | Major Elliot           |           |

## Trivia
- Aki Ross stond in 2001 op de 87ste plaats op de "Hot 100" lijst van het Maxim tijdschrift en was te zien op de cover van het supplementair toevoegsel. Ze is tot op heden de enige niet-bestaande persoon die op de lijst is geraakt.
- Alle achtergronden zijn met de hand getekend.
- Dit project heeft bijna het einde betekend voor Squaresoft, maar door enkele goede successen zoals Final Fantasy X en Kingdom Hearts kwam men het terug te boven.
- De eerste computergegenereerde animatiefilm met realistische personages.
- Doordat de productie meer dan vier jaar in beslag nam, waren de eerste beelden al verouderd en moesten ze opnieuw gemaakt worden.